# Castaways and Cutouts
Castaways and Cutouts ist das Debütalbum der US-amerikanischen Band The Decemberists. Es wurde am 21. Mai 2002 bei Hush Records veröffentlicht und ein weiteres Mal am 6. Mai 2003 bei Kill Rock Stars. Der Name des Albums ist aus einer Liedtextzeile des Tracks California One/Youth and Beauty Brigade und bedeutet „Schiffbrüchige und Sicherungen“.
Das Albumcover wurde von der Künstlerin Carson Ellis kreiert, der damaligen Freundin und jetzigen Frau von Colin Meloy, die für alle Albumcover der Band zuständig war.
Dies ist das einzige komplette Album, bei dem Ezra Holbrook das Schlagzeug spielt. Er spielte zudem bei der EP 5 Songs und lieferte Backing Vocals für The Crane Wife.

## Titelliste
1. Leslie Anne Levine – 4:12
2. Here I Dreamt I Was an Architect – 4:31
3. July, July! – 2:51
4. A Cautionary Song – 3:08
5. Odalisque – 5:20
6. Cocoon – 6:48
7. Grace Cathedral Hill – 4:28
8. The Legionnaire’s Lament – 4:44
9. Clementine – 4:07
10. California One/Youth and Beauty Brigade – 9:50

## Kritiken
Stephen Cramer von Allmusic lobte Meloys packende Erzählkunst und den umwerfenden Kontrabass von Nate Query. Pitchfork vergab 8,1 von 10 Punkten und hob besonders den fröhlichen Song July, July! hervor. Auch Noel Murray von The A.V. Club lobte die Songwriter-Qualitäten Meloys.